# Соловьёва, Ирина Баяновна
Ирина Баяновна Соловьёва (род. 6 сентября 1937, Киреевск, Тульская область) — космонавт-испытатель, в 1962—1969 годах — член отряда космонавтов (женская группа космонавтов ВВС). Полковник, кандидат психологических наук. Спортсменка-парашютистка, Мастер спорта СССР.

## Биография
Ирина Соловьёва родилась 6 сентября 1937 года на Киреевском руднике Дедиловского района Тульской области РСФСР.
В 1954 году окончила 10 классов школы № 22 города Серов Свердловской области.
С сентября 1954 года училась на строительном факультете Уральского политехнического института в Свердловске, который окончила в июне 1959 года. С 1955 года занималась в Свердловском аэроклубе им. А. К. Серова. В 1960—1962 годах входила в сборную команду страны по парашютному спорту. Мастер спорта СССР по парашютному спорту (1959 год).
К моменту зачисления в отряд космонавтов выполнила около 700 прыжков. Общее число прыжков — около 2500, выполняла прыжки в 1992 году вместе с космонавтами, в возрасте 55 лет.
С августа 1959 по март 1962 года работала инженером проектно-конструкторского бюро треста «Уралэнергомонтаж» в Свердловске. 
Прошла стационарное медицинское обследование в ЦВНИАГ в составе первой группы из 9 человек в феврале 1962 года. На состоявшемся 3 марта в ЦВНИАГ заседании комиссии по отбору космонавток была рекомендована в космонавты-слушатели. Зачислена на должность слушателя-космонавта 2-го отряда ЦПК ВВС приказом Главкома ВВС № 67 от 12 марта 1962 года. 
C января по 25 мая 1963 года готовилась к полету на космическом корабле «Восток-6» по программе женского полета в составе группы вместе с В. Терешковой, В. Пономарёвой, Ж. Ёркиной. 10 мая 1963 года была назначена основным дублёром В. Терешковой.
С января по май 1966 года вместе с В. Пономарёвой проходила подготовку для 10-15-дневного полёта летом 1966 года на корабле «Восход-4» c первым многоместным чисто женским экипажем и первым выходом в открытый космос женщины. Полёт был отменён в связи с закрытием программы «Восход».
Отчислена из отряда 1 октября 1969 года приказом Главкома ВВС № 945 в связи с расформированием женской группы космонавтов.
С сентября 1964 по июль 1967 года училась на инженерном факультете ВВИА им. Н. Е. Жуковского. Окончив её, получила квалификацию «летчик-космонавт-инженер». С 1 октября 1969 года работала на разных должностях в НИИ ЦПК. С октября 1969 — младший научный сотрудник 2-го отделения научно-исследовательского и методического отдела (НИМО) подготовки космонавтов, с 30 апреля 1974 года — на той же должности в 3-й лаборатории, с 29 декабря 1978 года — в 4-й лаборатории. С 27 марта 1980 года работала старшим научным сотрудником 5-й лаборатории, с 29 января 1982 года — 6-й лаборатории, с 30 марта 1988 года — в 1-й лаборатории 2-го отдела.
В 1980 году в Институте психологии АН СССР защитила диссертацию на соискание ученой степени кандидата психологических наук.
С 1991 года работает старшим научным сотрудником 50-го отдела РГНИИ ЦПК, занимается исследованиями психологии труда в экстремальных условиях.
31 марта 1991 года уволена с действительной военной службы в отставку по возрасту.

## Военные звания
- Рядовой —  10.04.1962 года.
- Младший лейтенант —  15.12.1962 года.
- Лейтенант —  26.12.1963 года.
- Старший лейтенант-инженер —  09.01.1965 года.
- Капитан-инженер  —   03.12.1971 года.
- Майор-инженер —  24.03.1972 года.
- Подполковник-инженер — 30.04.1980 года.
- Полковник-инженер —  23.12.1981 года.
- Полковник ВВС —  14.05.1984 года. С 12 мая 1991 года в отставке.

## Награды
- Награждена орденом «За службу Родине в Вооруженных Силах СССР» 3-й степени и медалями.
- Памятной медалью «50 лет космонавтике» (КПРФ, 2013)[3].
- Знаком «Почётный полярник» — в составе команды «Метелица».

## Арктические путешествия
С 1974 года Соловьёва входила в женскую команду «Метелица», совершающую высокоширотные экспедиции на лыжах. Участвовала в лыжных экспедициях к Земле Франца-Иосифа и по восточной части Таймыра. Являлась психологом команды и помощником руководителя экспедиций. В 2011 году вышла книга, написанная в соавторстве с Валентиной Кузнецовой «Метелица» у полюсов Земли".